# Lý Thông (Tam Quốc)
Lý Thông (chữ Hán: 李通, 168 - 209), tên tự là Văn Đạt, tên lúc nhỏ là Vạn Ức, người huyện Bình Xuân, quận Giang Hạ thuộc Kinh châu, là tướng lĩnh tập đoàn quân phiệt Tào Tháo cuối đời Đông Hán, đầu đời Tam Quốc trong lịch sử Trung Quốc.

## Du hiệp Giang, Nhữ, dấy binh thời loạn
Lý Thông là du hiệp nổi tiếng ở khoảng Giang, Nhữ. Ông cùng đồng hương Trần Cung khởi binh ở Lãng Lăng, rất nhiều người đi theo. Khi ấy có người tên Chu Trực, lực lượng có hơn 2000 gia đình, ngoài thì hòa hoãn, trong thì li gián Cung, Thông. Thông muốn giết Trực nhưng Cung không bằng lòng. Thông biết Cung không quyết đoán, bèn một mình định kế, mời Trực gặp mặt, trong lúc vui vẻ uống rượu thì giết chết ông ta. Quân của Trực làm loạn, Thông đưa Cung cùng đi giết sạch bộ tướng của Trực, thôn tính tất cả bọn chúng. Về sau em vợ Cung là Trần Cáp giết Cung, thôn tính quân đội của Cung. Thông đánh bại quân của Cáp, chém đầu Cáp tế mộ Cung. Lại bắt sống tướng lãnh nghĩa quân Khăn Vàng là Ngô Bá, hàng phục quân đội của hắn ta. Đến năm mất mùa, Thông dốc tài sản ra cứu giúp binh dân, chia cho sĩ tốt đến cả vỏ trấu của mình; mọi người đều tranh nhau đi theo ông, nhờ thế giặc cướp không dám xâm phạm.

## Về với Tào Tháo, không vị tình riêng
Năm 196, Lý Thông đưa quân quy phục Tào Tháo ở Hứa Đô, được phong làm Chấn uy trung lang tướng, đóng đồn ở biên giới phía tây Nhữ Nam. Tào Tháo đánh Trương Tú (197), Lưu Biểu điều binh giúp Tú, khiến Tháo gặp khó khăn. Lý Thông trong đêm đưa quân tiếp ứng, giúp Tháo quay lại đánh trả. Thông đi đầu, đánh bại quân của Tú. Được bái làm Bì tướng quân, phong Kiến Công hầu. 
Tháo chia Nhữ Nam làm 2 huyện, lấy Thông làm Dương An đô úy. Cậu vợ của Thông phạm pháp, Lãng Lăng trưởng Triệu Nghiễm bắt giữ, kết tội đáng chém. Khi ấy mục thú có quyền quyết định tội chết, vợ Thông kêu khóc xin tha, ông nói: "Đương lúc chung sức với Tào công, về nghĩa không thể lấy tư bỏ công được." Khen ngợi Nghiễm chấp pháp không xu nịnh, đi lại thân tình với ông ta. 

## Quan Độ một lòng, Giang Lăng tận lực
Tào Tháo giằng co với Viên Thiệu ở Quan Độ (200), Thiệu sai sứ phong Lý Thông làm Chinh nam tướng quân, Lưu Biểu ở Kinh châu cũng ngầm chiêu dụ ông, đều bị ông cự tuyệt. Thân thích và bộ khúc của Thông cho rằng ông đơn độc giữ đất, không có cứu viện, kêu khóc khuyên Thông hàng Thiệu. Thông vỗ kiếm mắng bọn họ rằng: "Tào công sáng suốt, ắt định thiên hạ. Thiệu tuy cường thịnh, nhưng làm việc vô thuật, kết cục sẽ bị người ta bắt mà thôi. Ta thà chết chứ không hai lòng." Lập tức chém sứ giả của Thiệu, gởi ấn thụ cho Tào Tháo. Thông lại đánh các cánh phiến quân trong quận của bọn Cù Cung, Giang Cung, Thẩm Thành, tiêu diệt lực lượng của họ, gởi đầu bọn họ cho Tháo. Rồi bình định lưu vực Hoài, Nhữ. Được đổi phong Đô đình hầu, bái làm Nhữ Nam thái thú. Khi ấy Trương Xích lãnh đạo hơn 5000 gia đình ở Đào Sơn, Thông đánh phá ông ta.
Sau trận Xích Bích, Lưu Bị cùng Chu Du vây Tào Nhân ở Giang Lăng (209), riêng sai Quan Vũ ngăn cứu binh từ phía bắc. Thông đưa quân đến đánh, xuống ngựa nhổ chông, xông vào vòng vây, vừa đi vừa đánh, tìm đến quân đội của Nhân, dũng cảm trùm chư tướng.
Không lâu sau trận đánh đó, Lý Thông bệnh mất trên đường, được 42 tuổi. Ông được truy tặng 200 hộ, kể cả trước đây là 400 hộ. 
Tào Phi lên ngôi (220), ban thụy cho ông là Cương hầu; lại xét con ông là Lý Cơ tuy được tập tước, nhưng ân huệ được nhận chưa xứng với công lao của cha, nên cho làm Phụng nghĩa trung lang tướng; anh Cơ là Tự cũng có quân công, cho làm Bình lỗ trung lang tướng.

## Trong Tam Quốc diễn nghĩa
Trong tiểu thuyết Tam Quốc diễn nghĩa của La Quán Trung, nhân vật Lý Thông không phải bị bệnh mất năm 209, mà đến năm 211 vẫn còn sống và tham gia chiến dịch chống lại quân Tây Lương. Tại trận Đồng Quan, nhân vật Mã Siêu đánh lui Vu Cấm và Trương Cáp, nhân vật Lý Thông xông ra đánh với nhân vật Mã Siêu nhưng chỉ được vài hiệp thì bị đâm chết.